# Scrcpy
scrcpy是一个免费开源的跨平台螢幕镜像程式，可直接從Windows 、macOS或Linux系統查看並控制Android设备，輕鬆快速地實現螢幕鏡像。该軟體託管於GitHub，目前由Genymobile公司开发，這家公司还开发了Android模拟器 Genymotion。
Android 设备和電腦之间的通訊主要通过USB連接線，或是無線Wifi連線的TCP/IP方式進行傳輸。Android设备無需具有ROOT權限，因為scrcpy經由Android USB偵錯所開啟的ADB通道与其通信。屏幕内容預設使用H.264视频流式传输（也支援H.265和AV1），音訊內容則是預設使用opus音訊流式傳輸（也支援AAC、FLAC和RAW），最后軟體对其进行解码并显示在電腦上。该軟體能将键盘和鼠标输入傳送到Android裝置，但某些廠牌的型號需特別設定才能啟用此功能。
首次使用需在Android设备上啟用USB偵錯，往後只需将设备连接到電腦，並在電腦上執行scrcpy应用程序，即可控制手機畫面。 可以通过命令行界面調整更多設置，例如更改比特率或启用屏幕录制， 该软件所支援的Wi-Fi无线连接亦可在此设定。scrcpy還支援快捷鍵，如Alt+O可關閉裝置螢幕，Alt+上下鍵可調整手機音量，按右鍵返回，以及雙向剪貼簿等。 
How-To Geek的Chris Hoffman曾将scrcpy与AirMirror和Vysor进行比较，提到二者具有相似功能。Hoffman还指出Miracast也是一种方案，同时表示Miracast在新的Android设备中將不再受到廣泛支援，并且無法远程控制设备。

## 历史
Romain Vimont 于 2017 年 12 月 12 日首次提交到 GitHub 資料庫。  scrcpy v1.0 於 3 个月后发布，包括对基本屏幕镜像和android远程控制的功能。第一个版本包含一个Windows 可执行文件和服务器。 社区将打包向前推进，并为众多Linux发行版提供了這款程式。  

## 开发重心
scrcpy 的官方文档 說明了它的开发重心
- 轻量化（原生、只映射设备屏幕）

- 性能（可達30~120fps，受限与设备）
- 画质（包括但不限於1920×1080）
- 低延迟（可低至35~70ms[13]）
- 启动时间短（連接時约少於1秒）
- 非侵入性（不需在設備上安裝應用程式）
- 为用户着想（无需账户，无广告，使用时无需网络连接）
- 自由（自由开源软件）

## 功能要点
官方软件仓库的 README 中记载了该软件的主要功能：
- 音频转发（适用于Android 11及以上）
- 录制
- 在镜像屏幕同时关闭设备的显示画面
- 双向的剪贴板
- 可配置的串流质量
- 摄像头镜像（适用于Android 12及以上）
- 将镜像画面转换成摄像头输入（V4L2）（仅适用于Linux）
- 物理键盘和鼠标模拟（HID）
- OTG模式

## 图形用户界面
scrcpy 的命令行界面由开源开发人员移植到图形用户界面。
| # | 别名       | 初始提交           | 网址                                                           |
| - | ---------- | ------------------ | -------------------------------------------------------------- |
| 1 | QtScrcpy   | 2018 年 10 月 9 日 | https://github.com/barry-ran/QtScrcpy （页面存档备份，存于）   |
| 2 | guiscrcpy  | 2019 年 6 月 13 日 | https://github.com/srevinsaju/guiscrcpy （页面存档备份，存于） |
| 3 | scrcpy-gui | 2019 年 8 月 26 日 | https://github.com/Tomotoes/scrcpy-gui/ （页面存档备份，存于） |